# Alhabia (kommun)
Alhabia är en kommun i Spanien.   Den ligger i provinsen Provincia de Almería och regionen Andalusien, i den södra delen av landet, 400 km söder om huvudstaden Madrid. Antalet invånare är 680. Arean är 16,0 kvadratkilometer. Alhabia gränsar till Alhama de Almería, Alsodux, Santa Fe de Mondújar och Terque. 
Terrängen i Alhabia är varierad.